# 神淵神社
神淵神社（かぶちじんじゃ）は、岐阜県加茂郡七宗町にある神社である。旧社格は郷社。金幣社。

## 祭神
- 素戔嗚尊（牛頭天王）
- 奇稲田姫命

## 歴史
- この神社の創建年代等については不詳であるが、壬申の乱（672年）の際、大海人皇子（後の天武天皇）が皇運挽回祈願のため神鏡を祭ったのが始まりと伝えられている。[1]

## 文化財
- 国の天然記念物
  - 神渕神社の大杉[2]

## 所在地
- 岐阜県加茂郡七宗町神渕4168-1

## 現地情報
交通アクセス
- 岐阜県道64号可児金山線の神淵公民館前交差点より町道へ入り約5分で参道入り口。
  - 本殿へは、細い林道であり通行には注意が必要である。

駐車場
- 本殿付近にあり。

## ギャラリー

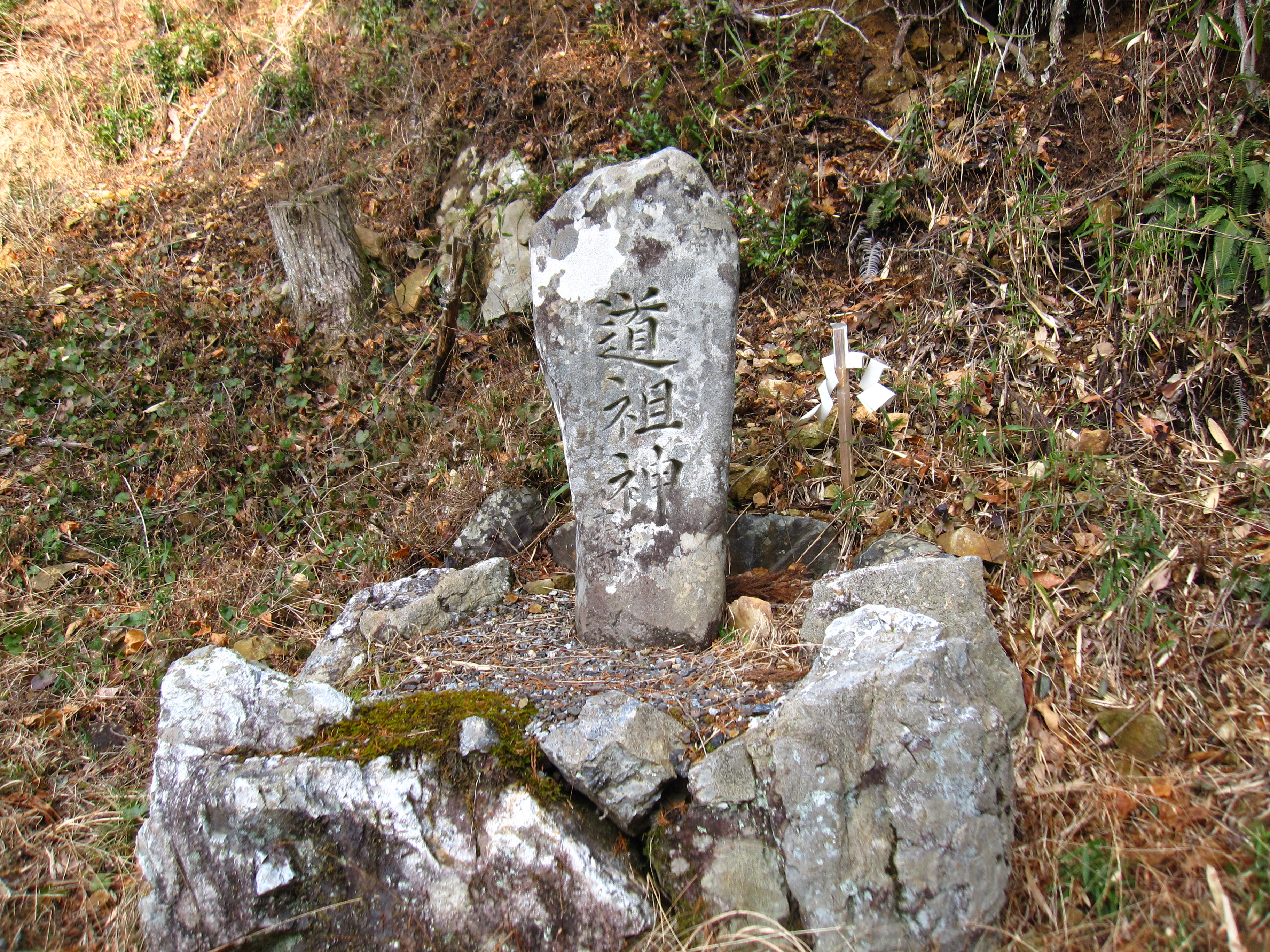
参道に祭られている道祖神
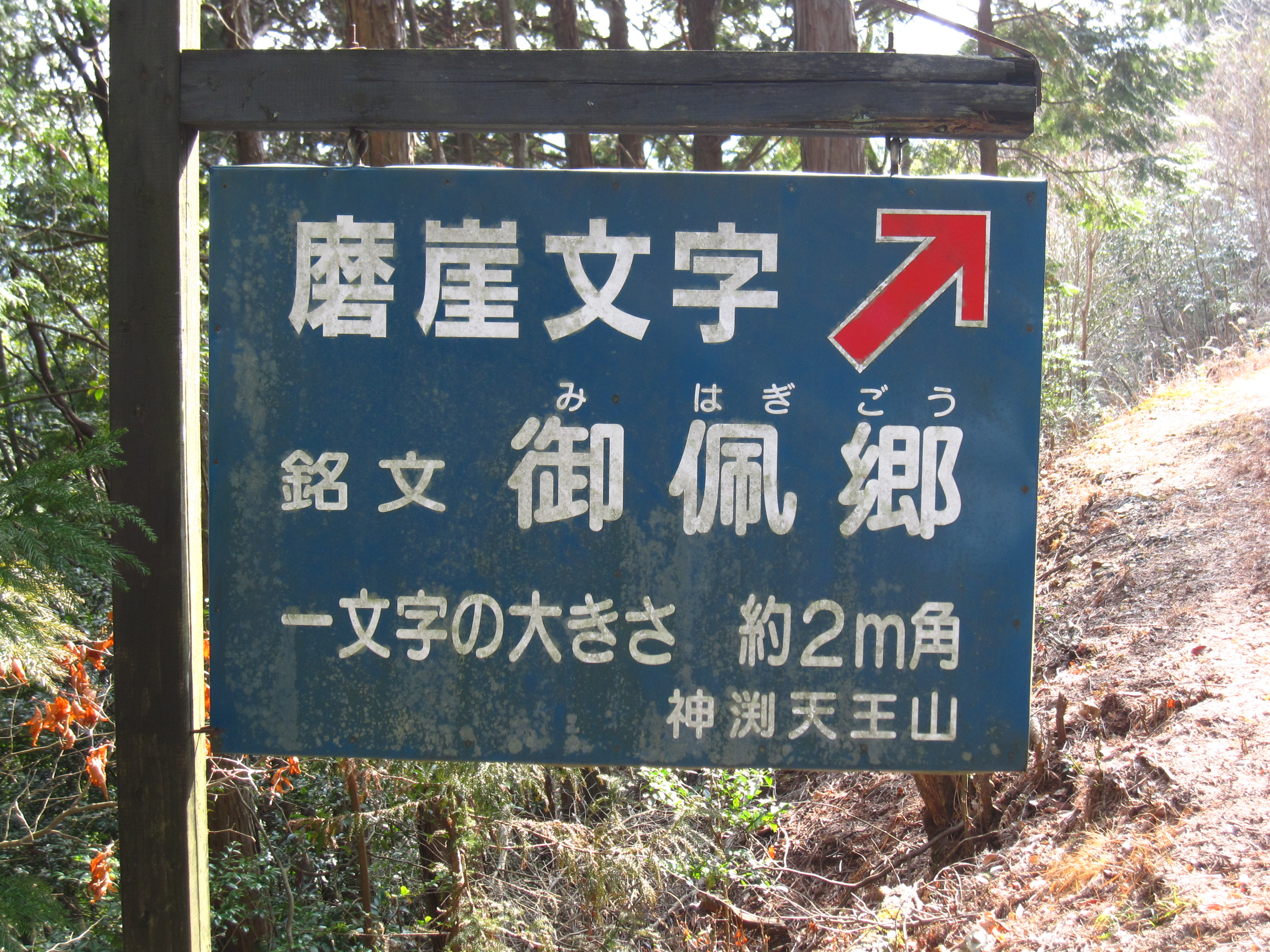
案内看板
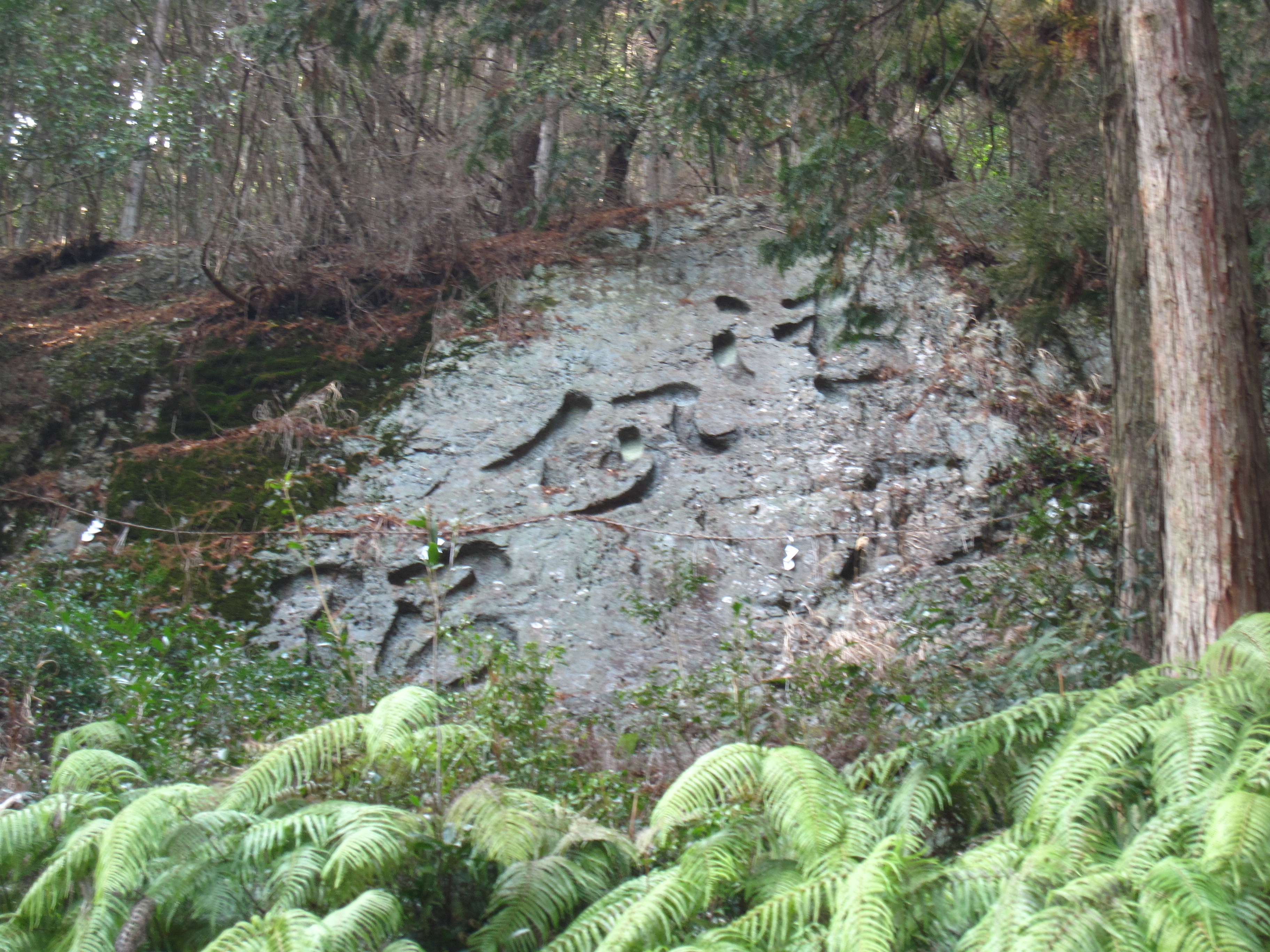
磨崖文字
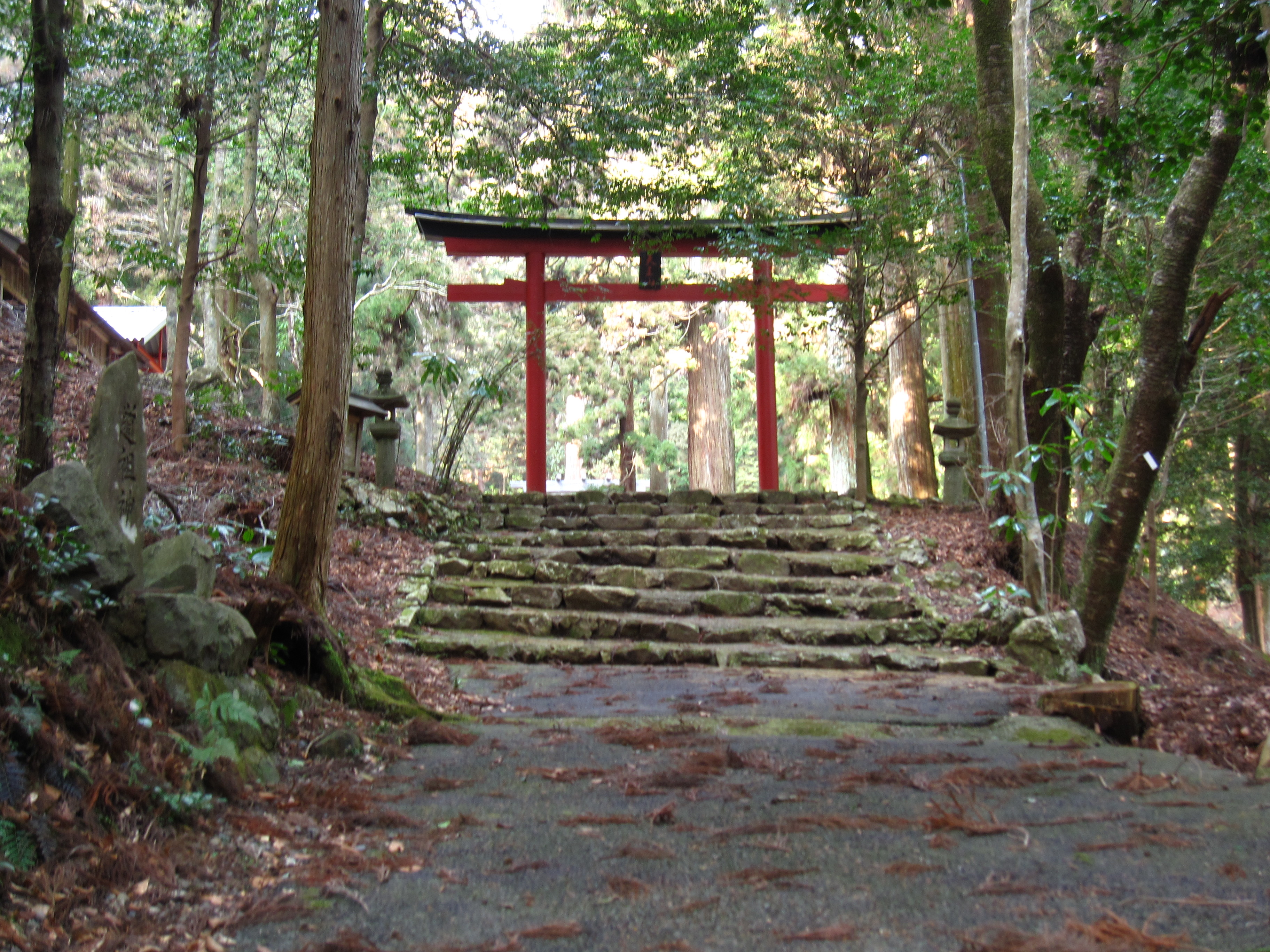
境内入り口の鳥居
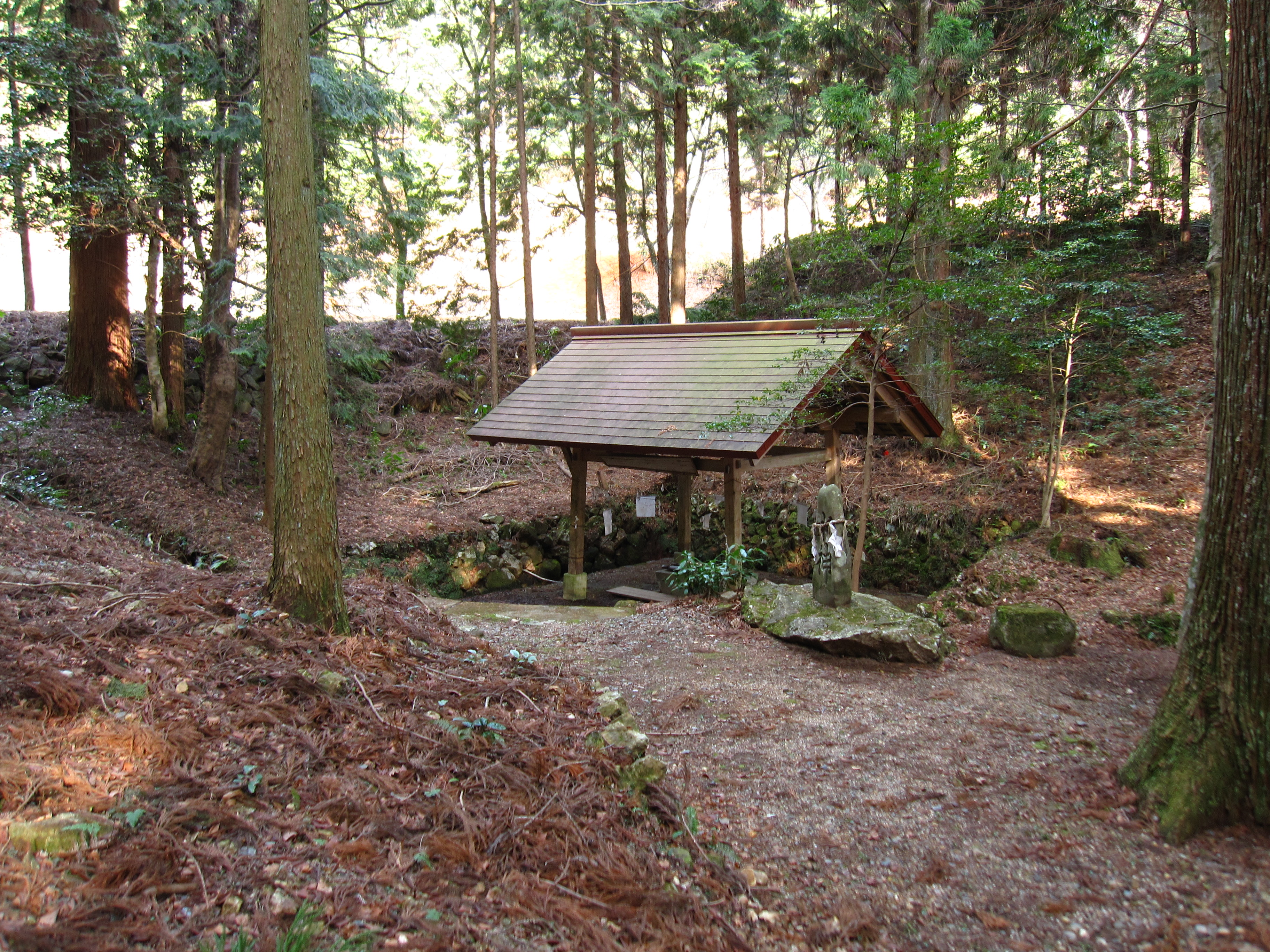
手水舎
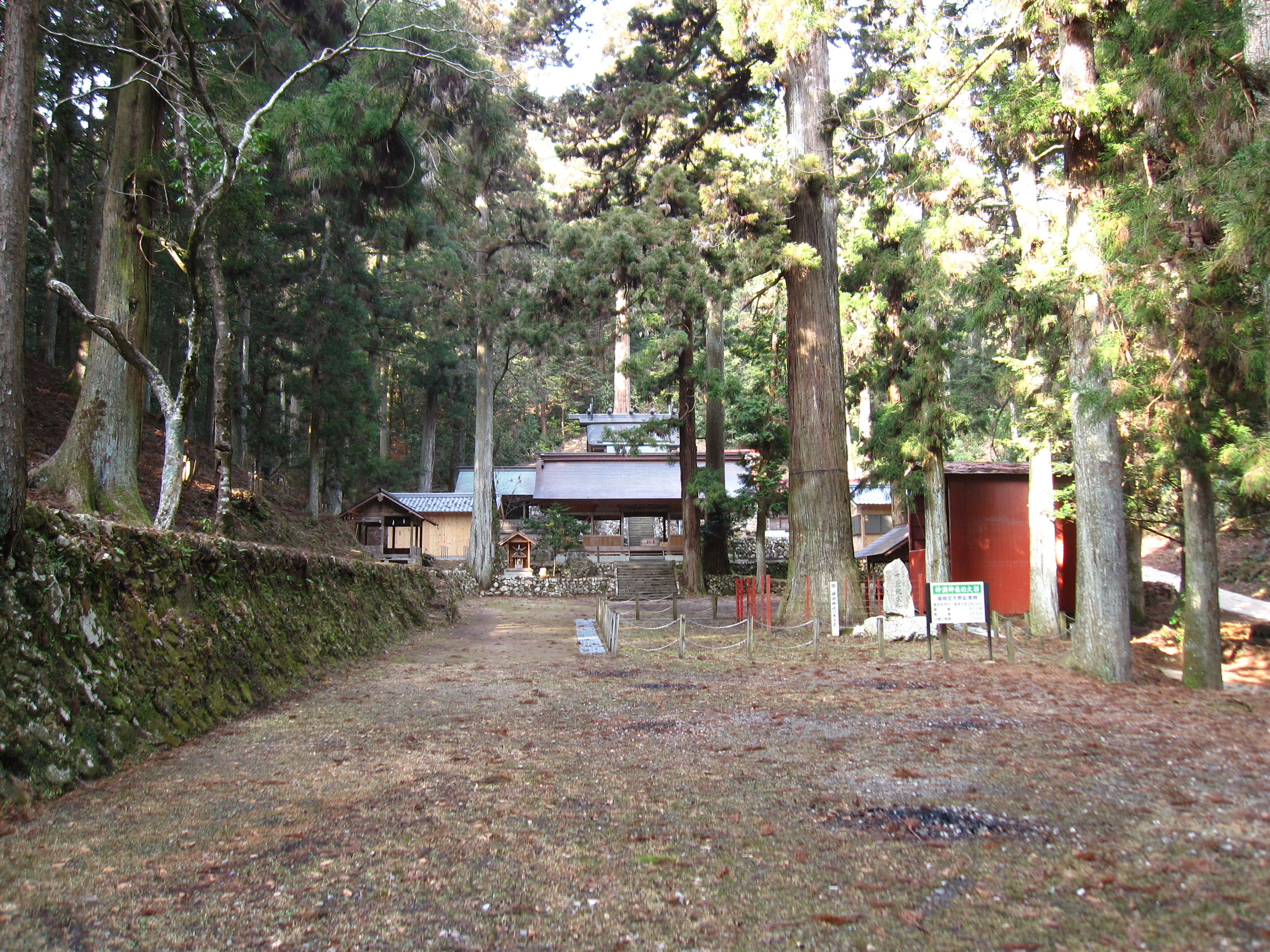
境内
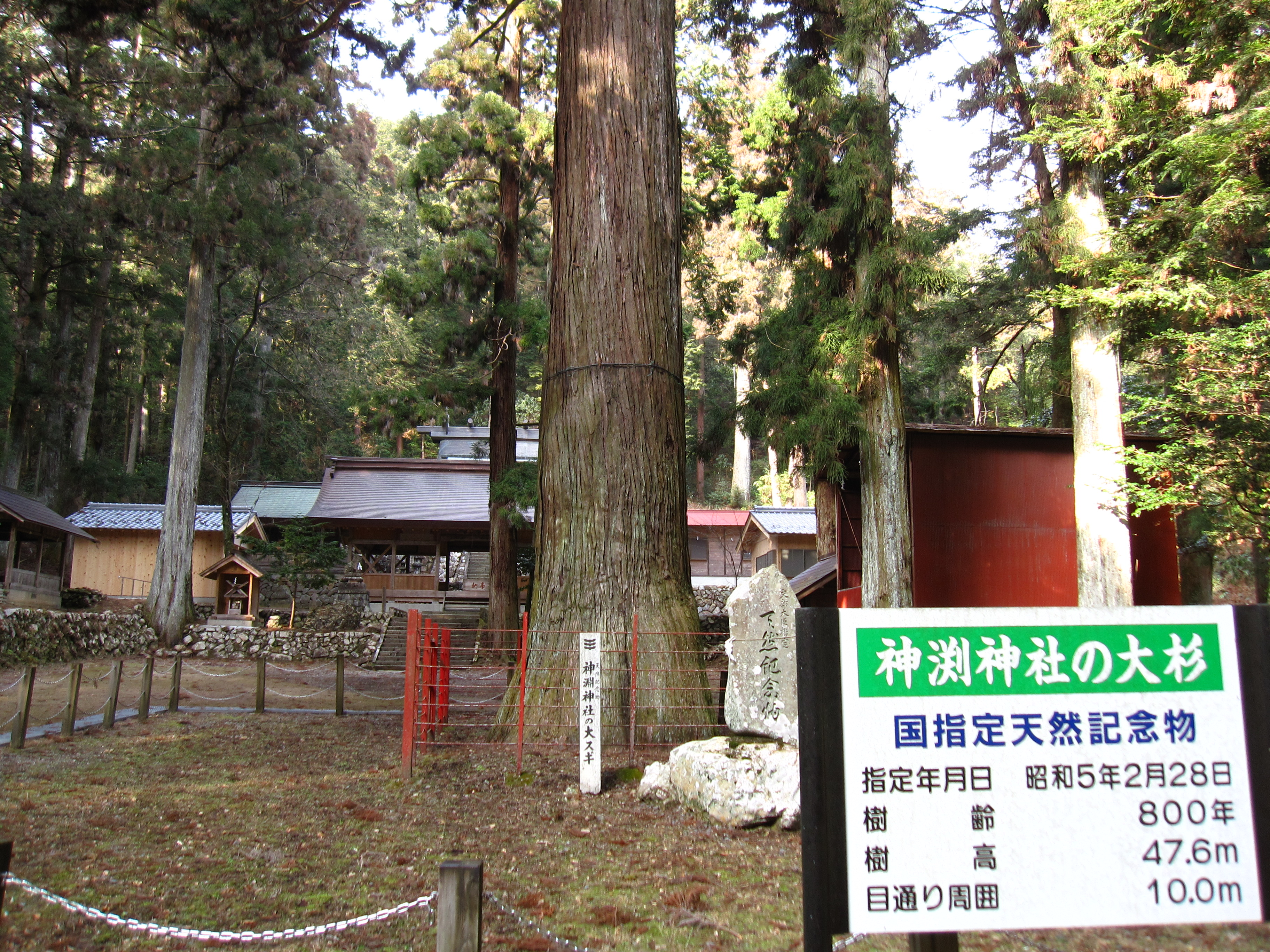
神淵神社の大杉
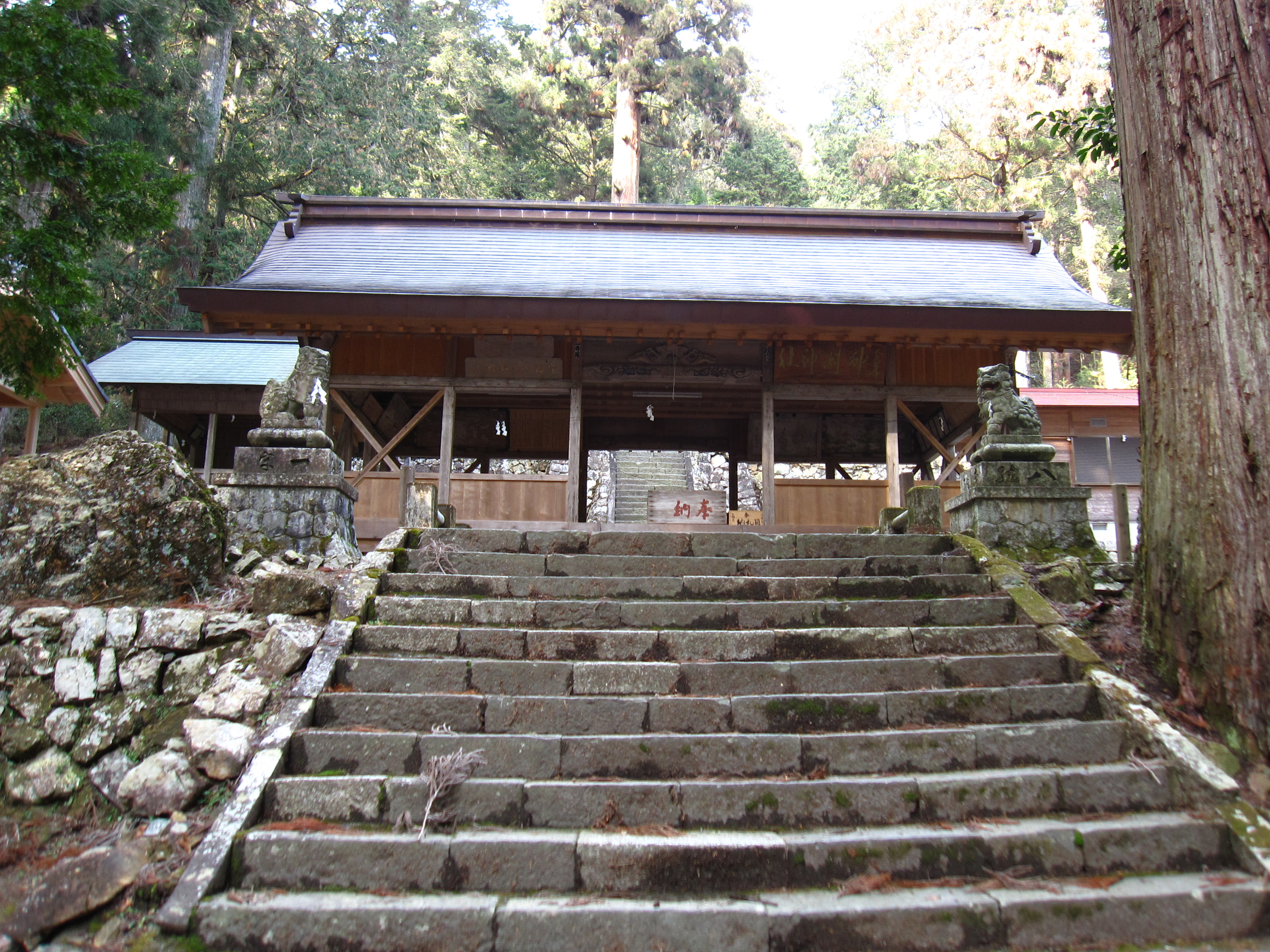
拝殿